# Theodor Conrad (Philosoph)
Theodor Gottlob Johann Conrad (* 22. Dezember 1881 in Beurig; † 23. März 1969 in Starnberg) war ein deutscher Philosoph. 

## Leben
Conrad besuchte ab 1891 das Progymnasium Ludwigshafen, dann von 1897 bis 1900 das Gymnasium Mannheim und studierte anschließend an der Universität München die Fächer Mathematik, Physik und Philosophie. Er wechselte dann 1902 an die Universität Heidelberg, wo er bei Leo Koenigsberger Mathematik studierte, dann ging er nach einem Jahr zurück nach München, wo er Schüler des Philosophen Theodor Lipps wurde. 1907 ging er für das Sommersemester nach Göttingen, um bei Edmund Husserl zu studieren, dessen Assistent er später zeitweilig war. 1908 promovierte er bei Lipps mit der Dissertation Definition und Forschungsgehalt der Ästhetik und begann mit den Vorbereitungen für eine Habilitationsschrift. 1911 hielt er an der Universität Straßburg Einführungskurse in die Phänomenologie, wandte sich nach der Heirat mit der Philosophin Hedwig Conrad-Martius im folgenden Jahr aber anderen beruflichen Tätigkeiten zu und betrieb bis 1937 eine Obstplantage in Bergzabern. Dann ging er nach München zurück und arbeitete zeitweilig für eine Versicherungsgesellschaft; daneben war er weiterhin eingebunden in den philosophischen Diskurs. Ab 1957 lebte er in Starnberg, wo er 1969 starb.

## Werke (Auswahl)
- Zur Wesenslehre des psychischen Lebens und Erlebens, Den Haag 1968